# Else Gebel
Else Gebel, född 5 juli 1905 i Augsburg, död 1964 i München, var en tysk kommunistisk motståndskämpe mot nazismen. Hon är bland annat känd för att ha varit Sophie Scholls cellkamrat i Gestapo-fängelset i Wittelsbacher Palais i München.
Gebel och hennes bror Willy tillhörde en kommunistisk motståndsgrupp, ledd av Beppo Römer och Robert Uhrig. Gebel greps 1942 och placerades i häkte. Den 18 februari 1943 fick hon dela cell med Sophie Scholl och lärde känna henne; Scholl dömdes sedermera till döden och avrättades tillsammans med sin bror Hans Scholl och deras vän Christoph Probst. Gebels bror Willy dömdes 1944 till döden och avrättades.

## Populärkultur
I filmen Fünf letzte Tage från 1982 spelas Else Gebel av Irm Hermann. I filmen Sophie Scholl – De sista dagarna från 2005 gestaltas Gebel av Johanna Gastdorf.